# Raitenbuch (Adelsgeschlecht)

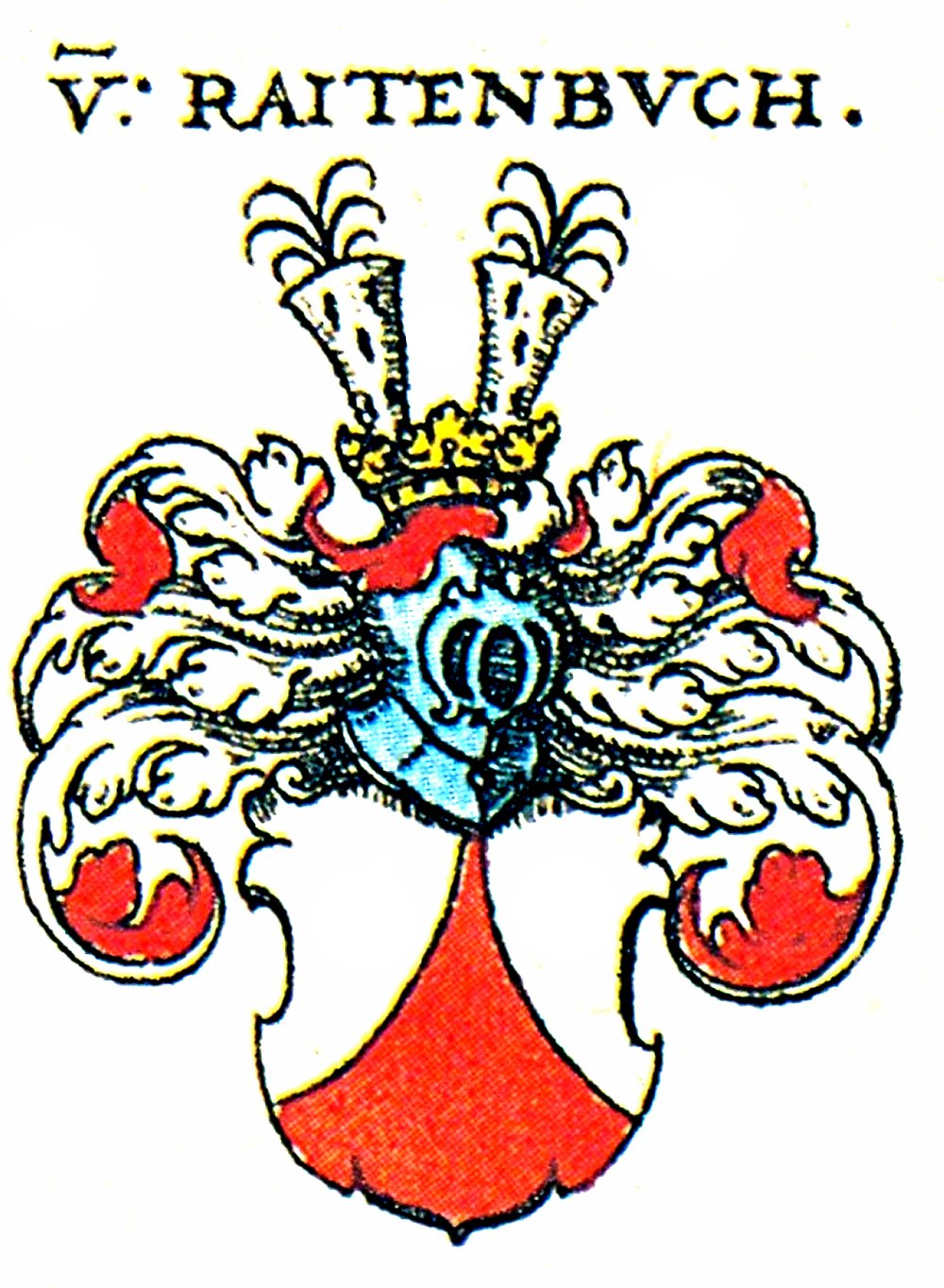
Wappen in Siebmachers Wappenbuch, 1605

Die Raitenbucher waren ein Ministerialengeschlecht des Hochstiftes Regensburg. Als solches treten sie im 12. Jahrhundert auf, dürften aber bis weit in das 11. Jahrhundert zurückreichen.

## Geschichte
Sitz der Raitenbucher war nicht der zentrale Ort Beratzhausen, an dem sich der Hof des Regensburger Bischofs, an dem auch Könige Halt machten, befand, sondern in dem heute abgegangenen Schloss Raitenbuch bzw. in Hausraitenbuch. Um 1200 sind sie in Hohenfels ansässig und nennen sich dann nach dieser Burg. Die familiäre Linie teilt sich im 13. Jahrhundert in die Hohenfelser und die Ehrenfelser. Die anstatt der Raitenbucher in Hausraitenbuch später ansässigen Ministerialen, die im 13. Jahrhundert das Erbschenkenamt im Bistum Regensburg innehatten und sich auch Raitenbucher nannten, waren Regensburger Dienstleute und waren nicht den Hohenfelsern unterstellt; so ist es auch folgerichtig, dass Hausraitenbuch in der Verfügung des Regensburger Bischofs verblieb, während Hohenfels und auch Ehrenfels im 14. Jahrhundert allodisiert wurden.
Leitnamen der Familie sind Nizo, Konrad (Kuno) und Heinrich. Als Hochstiftministeriale werden sie erstmals um 1126 genannt, damals traten Nizo von Raitenbuch und Adelgoz von Raitenbuch als Zeuge für das Kloster Sankt Emmeram auf. Auch 1130, als Bischof Kuno I. aus dem Geschlecht der Raitenbucher dem Kloster Mondsee eine Schenkung bestätigt, treten Hizo (!) de Reittenbuoch und sein Sohn Conradus als Zeugen auf. Konrad von Raitenbuch erscheint letztmals im 1170 in einer Traditionsnotiz von Berchtesgaden. Ein weiterer Nizo von Raitenbuch war Ministeriale der Burggrafen von Regensburg (vor 1176), er wird urkundlich 1180/1182 erwähnt und war mit Judith (Juta), der Tochter des Herrand II. von Falkenberg und auch Herrnstein verheiratet. Kinder aus dieser Ehe waren wieder ein Konrad und die Tochter Agnes, die sich mit Albero lupus de Bokisberc verehelichte. Dieser Konrad ist der erste, der sich nach Hohenfels nannte.
Konrad II. von Raitenbuch war ein weiterer Bischof von Regensburg aus dem Geschlecht der Raitenbucher, der am 11. Juni 1185 verstarb.
Nach Hohenfels nannten sich die Ministerialen zum ersten Mal, als Graf Ulrich von Velburg vor 1217 die Burg Helfenberg bei Lengenfeld an das Hochstift Regensburg abtrat. Zu Beginn des 14. Jahrhunderts haben die Reitenbucher die familia des Bischofs verlassen und haben sich daran gemacht, reichsunmittelbare Herrschaften zu errichten.

## Berühmte Familienmitglieder
- Konrad I. von Raitenbuch, Abt des Klosters Siegburg und Bischof von Regensburg von 1126 bis 1132
- Konrad II. von Raitenbuch, Bischof von Regensburg von 1167 bis 1185

## Stammliste der Raitenbucher, Hohenfelser und Ehrenfelser
NN. Diese von Camillo Trotter erstellte und hier wiedergegebene genealogische Abfolge ist mit Unsicherheiten verbunden; sie unterscheidet sich in einigen Punkten von dem Versuch von Wilhelm Brenner-Schäffer, eine Genealogie über „Das  Geschlecht der Hohenfelser“ zusammenzustellen.
1. Adelgoz von Raitenbuch, urk. erwähnt 18. Juli 1129
2. Nizo von Raitenbuch, 1120
  1. Konrad, 1129,  † 5. Juni 1135
    1. Kuno, 1167 Bischof von Regensburg, † 11. Juni 1185

  2. Arnold, † 15. Juni 1135
  3. N.N., Tochter ⚭ Signo von Greußelbach
  4. Nizzo, † 1180, ⚭ 5. Juni 1135 Juta, Tochter Herrands von Herrnstein
    1. N.N. (Tochter) ⚭ Wirnto von Helfenberg

  5. Agnes, † 10. Februar 1237  ⚭ Albero lupus de Bokisberc
    1. Agnes, † 18. August 1257  ⚭ Werner von Uttendorf, † 23. Mai 1251
    2. Konrad I. von Hohenfels, † nach 14. Dezember 1229
      1. Adelheid ⚭ Gottfried von Sulzbürg
      2. Heinrich von Hohenfels, † nach 30. August 1243
        1. Konrad I. von Ernfels, † nach 12. Juli 1284, ⚭ Osanna, vor 27. Dezember 1281
          1. Konrad II. von Ehrenfels, † nach 30. Dezember 1312, Domherr und Domdekan zu Regensburg
          2. Heinrich I., † nach 29. April 1325, Bürgermeister von Regensburg 1311–1313
          3. Konrad III., † nach 12. Juli 1341, Pfarrer von Wiesenacker, Propst von St. Andrä in Freising
          4. Konrad IV., † zwischen 17. Dezember 1326 und 11. November 1332
            1. Konrad V., † 1. März 1349, ⚭ N.N.

          5. Agnes, ⚭ Heinrich von Preising
          6. S.?
            1. Heinrich II., † 11. Juni 1345, Bürgermeister von Regensburg, 1344–1345,
⚭ Adelheid, Tochter Konrads II. von Hürnheim-Hochhaus, † vor 13. März 1380
              1. Peter, † 1372
              2. Agnes, ⚭ Albrecht von Wolfstein
              3. Hans, † 13. März 1380, ⚭  Anna, Tochter des Siegfrids Marschall von Biberbach
                1. Heinrich III., 20. Februar 1394
                2. Konrad VI. auf Hohenburg, † nach 27. Oktober 1397, ⚭ Barbara
                3. Anna, 1387–1404 Äbtissin von Kloster Pielenhofen

      3. Konrad II. von Hohenfels, † nach 29. Dezember 1250
        1. Konrad III. von Hohenfels, † 11. Mai 1262 oder 12. Juli 1265, ⚭ Adelheid
          1. Tochter N.N. 12. Juli 1265
          2. Konrad IV. von Hohenfels, urk. erw. 12. Juni 1288 † 14. September 1290
⚭ Kunigunde, Tochter Ulrichs von Schüsselburg,  † nach 24. November 1312
            1. Konrad V. der Ältere von Hohenfels, † zwischen 17. März 1326 und 15. Juni 1327
⚭ Adelheid
              1. Nizzo und mehrere Kinder

            2. Heinrich, † nach 29. Juli 1327, ⚭ Kunigunde
              1. Heinrich, ⚭ Osanna

            3. Albrecht I. von Hohenfels, 1344 Bischof von Eichstätt,  † 12. Januar 1355
            4. Konrad VI., † zwischen 29. Januar 1347 und 27. Oktober 1350, ⚭ Elisabeth
              1. Konrad VII., † zwischen 27. Oktober 1350 und 24. August 1360
              2. Albrecht II., † zwischen 1368 und 20. Februar 1375,
⚭ Barbara, Tochter Hilpolts des Älteren von Stein
                1. Hilpolt † zwischen 17. Januar 1398 und 29. Juli 1403,
⚭ Katharina „von Stein“, † nach 11. März 1403
                  1. Anna, 21. Juli 1400, vor 29. Juni 1402 ⚭ Hans von Seckendorf
                  2. Ulrich von Hohenfels,  † 15. April 1402, Domherr in Eichstätt, Dompropst in Regensburg
                  3. Hilpolt von Hohenfels

                2. Albrecht III., † nach 12. November 1401
                3. Anna, vor 19. Mai 1384, ⚭ Ulrich Marschall von Oberndorf